# Горайзон-Вест (Флорида)
Горайзон-Вест (англ. Horizon West) — переписна місцевість (CDP) в США, в окрузі Орандж штату Флорида. Населення — 58 101 особа (2020).

## Географія
Горайзон-Вест розташований за координатами 28°26′2″ пн. ш. 81°37′22″ зх. д. / 28.43389° пн. ш. 81.62278° зх. д. (28.433859, -81.622669).  За даними Бюро перепису населення США в 2010 році переписна місцевість мала площу 98,63 км², з яких 85,32 км² — суходіл та 13,32 км² — водойми.

## Демографія
Згідно з переписом 2010 року, у переписній місцевості мешкало 14 000 осіб у 5086 домогосподарствах у складі 3560 родин. Густота населення становила 142 особи/км².  Було 5844 помешкання (59/км²).
Расовий склад населення:
| - 78,0 % — білих - 8,2 % — азіатів - 6,4 % — чорних або афроамериканців - 0,3 % — корінних американців - 0,2 % — вихідців з тихоокеанських островів - 3,7 % — осіб інших рас |

До двох чи більше рас належало 3,3 %. Частка іспаномовних становила 19,8 % від усіх жителів.
За віковим діапазоном населення розподілялося таким чином: 26,9 % — особи молодші 18 років, 68,2 % — особи у віці 18—64 років, 4,9 % — особи у віці 65 років та старші. Медіана віку мешканця становила 32,7 року. На 100 осіб жіночої статі у переписній місцевості припадало 96,4 чоловіків;  на 100 жінок у віці від 18 років та старших — 94,5 чоловіків також старших 18 років.
Середній дохід на одне домашнє господарство  становив 99 859 доларів США (медіана — 87 267), а середній дохід на одну сім'ю — 107 531 долар (медіана — 91 028). Медіана доходів становила 66 846 доларів для чоловіків та 41 612 долари для жінок. За межею бідності перебувало 7,1 % осіб, у тому числі 6,7 % дітей у віці до 18 років та 16,0 % осіб у віці 65 років та старших.
Цивільне працевлаштоване населення становило 9862 особи. Основні галузі зайнятості: мистецтво, розваги та відпочинок — 43,1 %, освіта, охорона здоров'я та соціальна допомога — 15,5 %, науковці, спеціалісти, менеджери — 13,7 %.